# Piedrabuenia
Piedrabuenia is een monotypisch geslacht van straalvinnige vissen uit de familie van puitalen (Zoarcidae).

## Soort
- Piedrabuenia ringueleti Gosztonyi, 1977